# Ocratoxina
Les ocratoxines són micotoxines que són produïdes de manera natural per certes espècies de fongs com Penicillinum i Aspergillus durant la fase de cultiu i, amb freqüència més gran, durant la fase d'emmagatzemament.
Les formes principals són l'ocratoxina A, B i C, que es diferencien en el fet que l'ocratoxina B és una forma no clorada de l'ocratoxina A i l'ocratoxina C és un éster etílic de l'ocratoxina A. De totes, l'ocratoxina A és la més tòxica, seguida per la C i la B. Tot i això, la resta d'ocratoxines també poden suposar un perill per a la salut humana i animal si es combinen amb altres micotoxines.
Tenen propietats carcinogèniques, nefrotòxiques, teratògenes inmunotòxiques i probablement neurotòxiques. Es troben en tota una sèrie de productes vegetals com els cereals, els grans de cafè, el cacau i els fruits dessecats. S'ha detectat la seva presència en aliments a base de cereals, cafè, vi, cervesa i al suc de raïm. També en productes d'origen animal com els ronyons de porc.

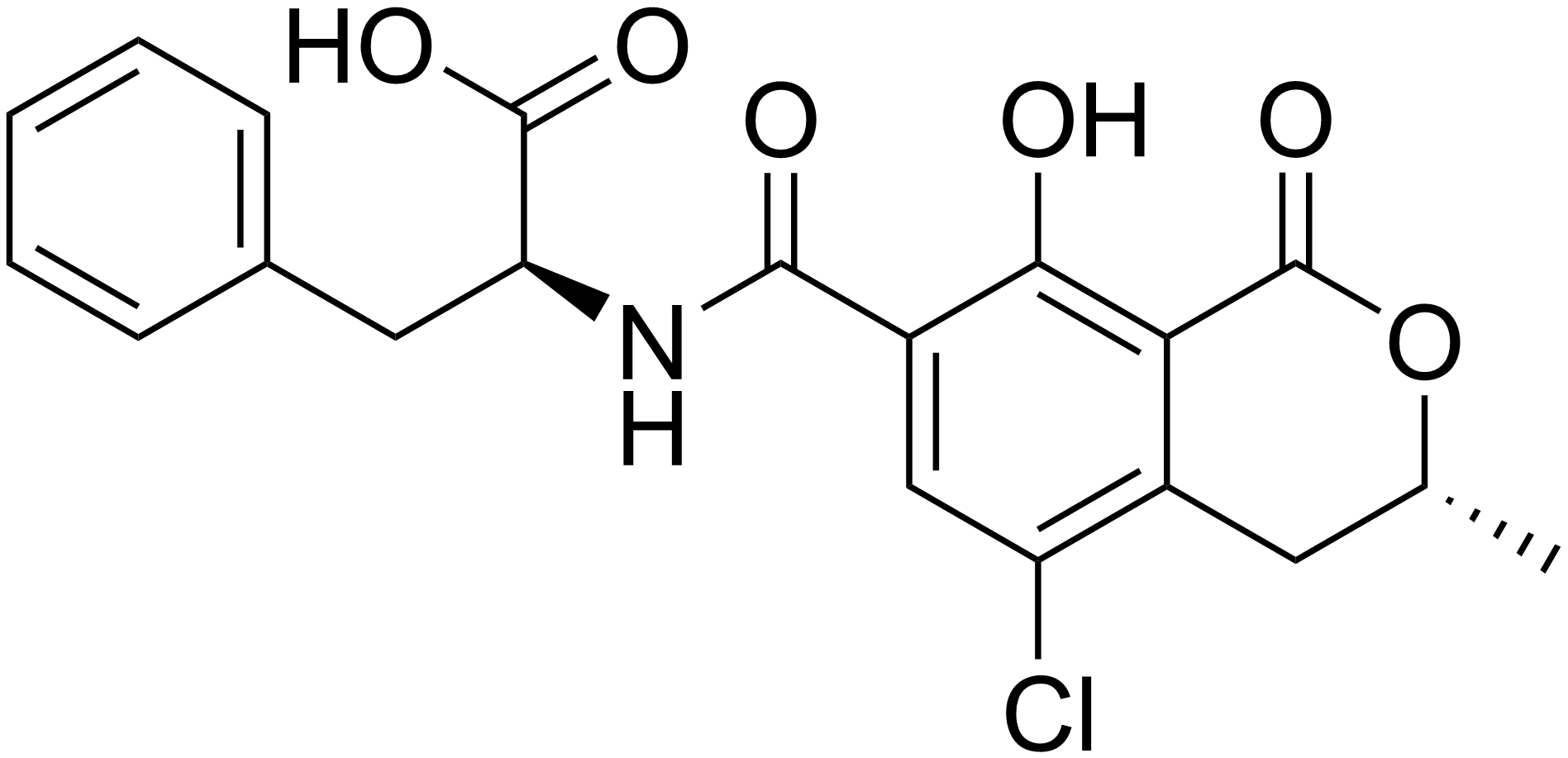
Ocratoxina A
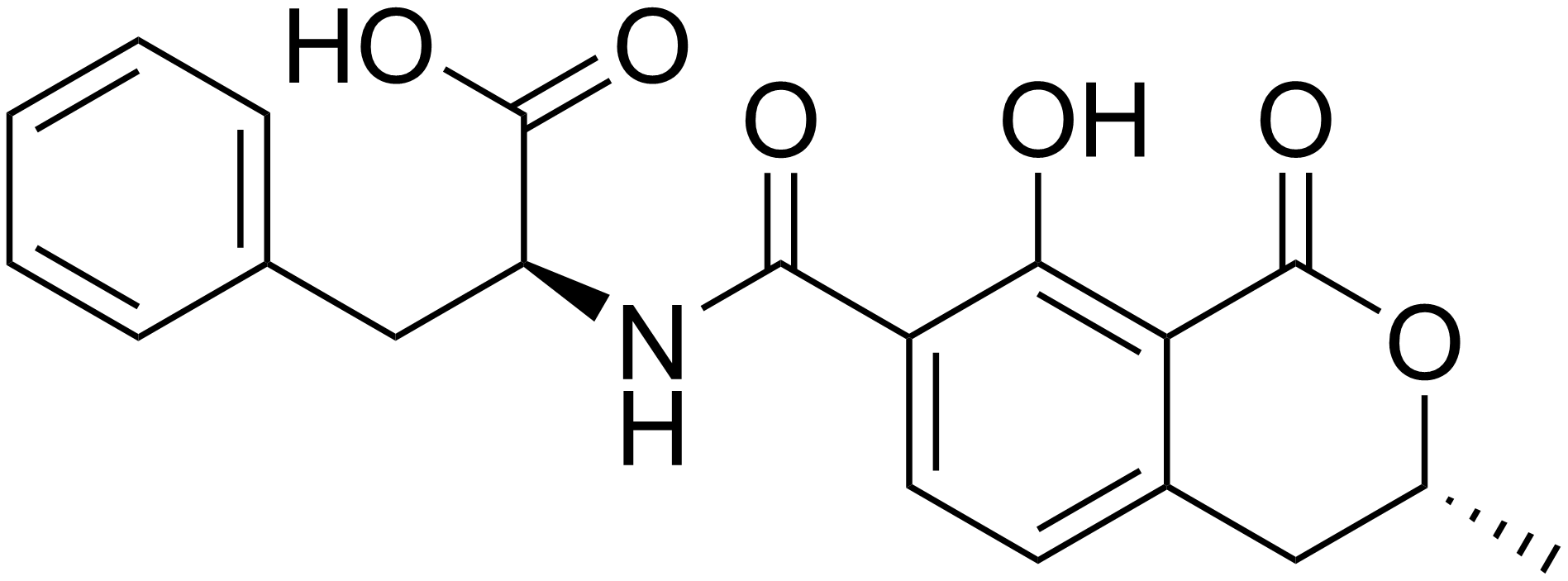
Ocratoxina B
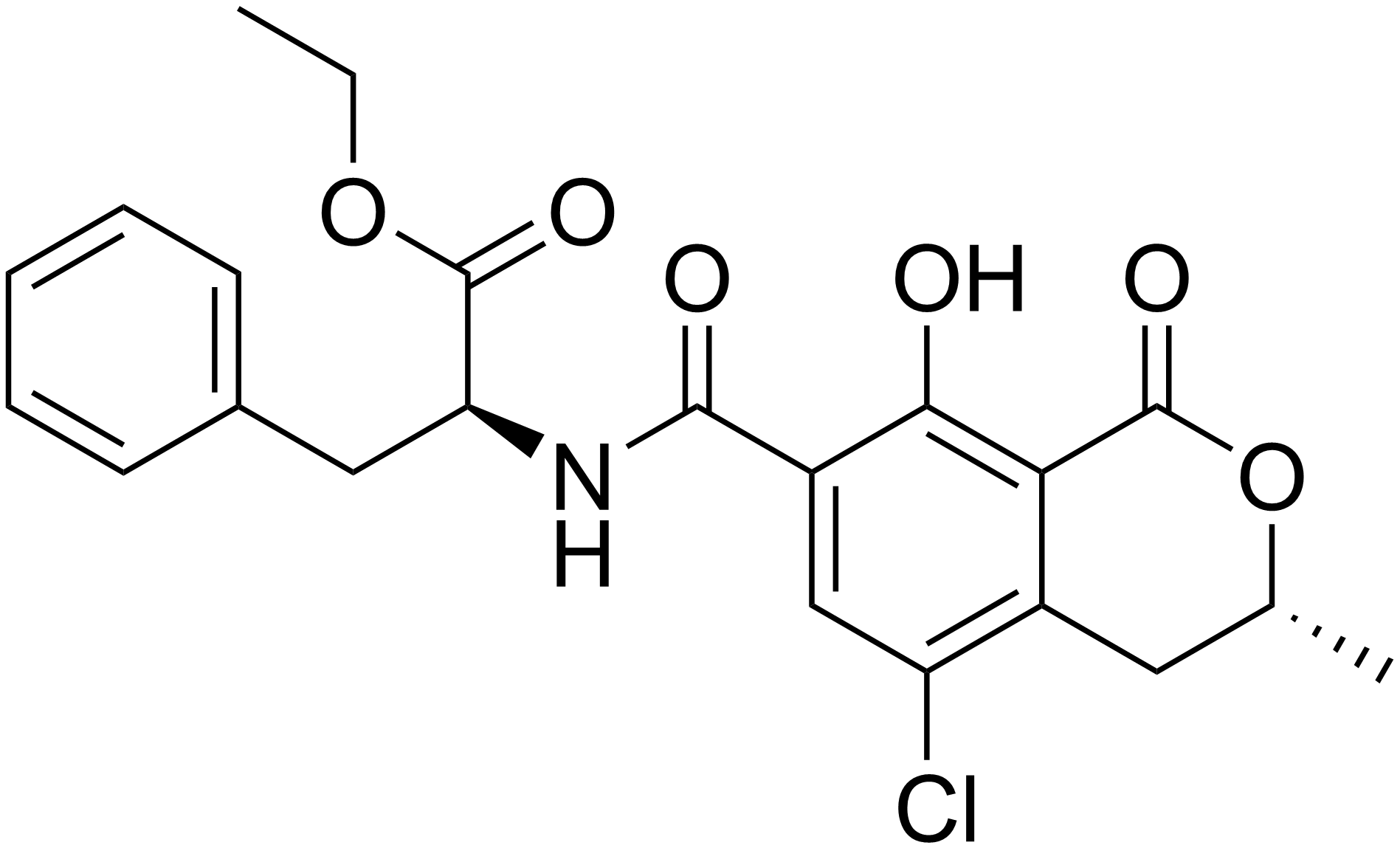
Ocratoxina C